# Троян
Вижте пояснителната страница за други значения на Троян.
Троя̀н е град в област Ловеч, Централна Северна България. Той е административен и стопански център на едноименната община Троян. По данни на ГРАО към 15 юни 2024 г. в града живеят 19 914 души по настоящ адрес и 22 273 души по постоянен адрес. Името на града е производно от това на римския император Траян.

## География
Троян се намира в планински район. Разположен е в долината на река Осъм, при сливането на образуващите я реки Бели Осъм и Черни Осъм, в подножието на Троянско-Калоферския дял на Стара планина. Намира се на 155 км от столицата София, на 120 км от Пловдив, на 319 км от Варна, на 313 км от Бургас, на 70 км от Плевен и на 35 км от областния център Ловеч.

### Троянски Балкан
В района на Троян се намират природните резервати Козя стена, Стенето, Северен Джендем. Те са част от Национален парк „Централен Балкан“, известен със своята уникална растителност и животински свят.
В резервата Северен Джендем се намират около 30 водопада с височина над 20 м. Релефът е силно разчленен и богат на скални форми, които често са труднопроходими.
Резерватът Стенето обхваща цялото горно течение на река Черни Осъм. Районът е богат на пещери, които са недостатъчно проучени поради пропастния им характер. В резервата могат да се видят и скални образувания с фантастични форми. Интересно карстово образувание е скалният свод Крали Маркова дупка, в близост до хижа Амбарица.
Козя стена е най-малкият резерват в парка, създаден с цел опазване на ендемичния вид старопланински еделвайс, на вековни букови и буково-елови гори. На територията му се намират уникални скални формации, обитавани от много видове грабливи птици.

### Беклемето
Местността Беклемето в Троянския проход е разположена на 1320 м надморска височина, с хубави поляни и широколистни гори. Там е построено едноименно туристическо селище, чието изграждане започва през 1962 г. по специален план. Беклемето предлага условия за зимен туризъм, като в непосредствена близост се намира писта за ски-бягане и биатлон.

## История
Първите обитатели в долината на река Осъм са траките. През 1910 година в града е разкопана една могила, където са намерени игли за дрехи от бронз и железни копия, които археолозите отнасят към V до III век преди новата ера. На днешното си място като селище се предполага, че е възникнал през XV век. Той се е породил като попътно селище около няколко хана за почивка на големи кервани със стоки и за бивакуване на турските войници. Троян като селище за първи път е отбелязан в картата на италианския географ Джакомо Джантели да Ваньола, издадена в Рим през 1689 година. Името на града по всяка вероятност е свързано с историческия Траянов път, който е минавал през Балкана. Възникнал като попътно селище, Троян първоначално е билпазарен център, а в последствие се превърнал и в административно средище. Друга съществена причина за възникването на града на днешното му място са хубавите заравнени местности, които са удобни за развитие на земеделието, животновъдството и най-вече за овощарството. 
Археологически разкопки свидетелстват, че този район е бил населен още през палеолита. През бронзовата епоха по течението на река Осъм. От този период са намерени много керамични и бронзови съдове, оръжия от желязо, накити.
Край с. Ломéц се намира крепост. Останки от Източната стена са запазени и днес. Съществувала е и християнска базилика в селището на името на Св. Георги.

### Под османска власт
Троян възниква през XV век като крайпътно селище в началото на Троянския проход.
В началото на османското владичество там се заселват българи от Дунавската хълмиста равнина, Чипровско, Берковско, Разложко и Охридско. През първата половина на XIX век в Троян процъфтяват занаятите. Водещо е грънчарството, което постепенно създава уникалната и до днес Троянска керамична школа. По време на османското владичество жителите на Троян са подложени на редица гонения. Около 1800 г. на 3 пъти кърджалии са нападали и ограбвали Троян, голяма част от жителите му са били избивани. До 1868 г. Троян е селска община. В него освен кметство има само полицейски участък от чаушин с няколко заптиета. За съдебни или административни работи троянчани са принудени да ходят в Ловеч. Когато от Ловеч или от други градове идват чиновници, заптии, кадии и др., те не отсядат в хан, а се настаняват по къщите, където бедните са били длъжни да хранят агите с каквото поискат.
През 1871 г. Васил Левски основава революционен комитет в града. През 1877 г. Троян е опожарен от отстъпващите турски войски.

### След Освобождението
В първите години на XX век градът е известен с трайната си подкрепа за Демократическата партия.
На 05.07.1905 г. в Троян е открита Специализирана болница за активно лечение на белодробни болести като противотуберкулозен санаториум. Тя е първата специализирана болница за белодробни болести на Балканския полуостров.
През 1911 г. светва първата електрическа крушка и Троян става третият град с електричество в България, след София и Пловдив.

## Население

### Численост на населението
Численост на населението според преброяванията през годините:
- 1880 – 6 289 души

| \| Година на преброяване \| Численост \| \| --------------------- \| --------- \| \| 1934 \| 6328 \| \| 1946 \| 7290 \| \| 1956 \| 12 481 \| \| 1965 \| 19 950 \| \| 1975 \| 23 708 \| \| 1985 \| 26 181 \| \| 1992 \| 25 104 \| \| 2001 \| 23 332 \| \| 2011 \| 21 194 \| \| 2021 \| 17 667 \| |           |
| Година на преброяване | Численост |
| 1934 | 6328      |
| 1946 | 7290      |
| 1956 | 12 481    |
| 1965 | 19 950    |
| 1975 | 23 708    |
| 1985 | 26 181    |
| 1992 | 25 104    |
| 2001 | 23 332    |
| 2011 | 21 194    |
| 2021 | 17 667    |

Долната таблица показва изменението на населението на града в периода след Втората световна война (1946 – 2021):
| Троян                                          | Троян | Троян | Троян  | Троян  | Троян  | Троян  | Троян  | Троян  | Троян  | Троян  | Троян  | Троян  |
| ---------------------------------------------- | ----- | ----- | ------ | ------ | ------ | ------ | ------ | ------ | ------ | ------ | ------ | ------ |
| година                                         | 1946  | 1956  | 1965   | 1975   | 1985   | 1992   | 2001   | 2005   | 2007   | 2009   | 2011   | 2021   |
| население                                      | 5206  | 9946  | 19 005 | 23 708 | 26 109 | 25 104 | 23 332 | 22 357 | 22 327 | 21 997 | 21 194 | 17 667 |
| Източници: Национален статистически институт и |       |       |        |        |        |        |        |        |        |        |        |        |

Численост и дял на етническите групи според преброяването на населението през 2011 г.:
|                     | Численост | Дял (в %) |
| Общо                | 21 194    | 100,00    |
| Българи             | 18 502    | 87,29     |
| Турци               | 219       | 1,03      |
| Цигани              | 262       | 1,23      |
| Други               | 47        | 0,22      |
| Не се самоопределят | 78        | 0,36      |
| Неотговорили        | 2086      | 9 84      |

## Управление

### Кметове от 1990 г.
- 2023 – Донка Михайлова (БСП) печели на първи тур със 77% срещу Емилиан Евтимов (ГЕРБ).
- 2019 – Донка Михайлова (БСП) печели на първи тур с 54% срещу Иван Миховски (ГЕРБ).
- 2015 – Донка Михайлова (БСП) печели на втори тур с 65% срещу Димитър Шишков (ГЕРБ).
- 2011 – Донка Михайлова (БСП) печели на втори тур с 56% срещу Минко Акимов (ГЕРБ).
- 2007 – Минко Акимов (ГЕРБ) печели на втори тур с 55% срещу Дилян Енкин (БСП).
- 2003 – Дилян Енкин (БСП, БЗС Александър Стамболийски 1899, ОБТ, ПДСД) печели на първи тур с 57% срещу Вълчо Вълчев (СДС).
- 1999 – Дилян Енкин (БСП, БЗС Александър Стамболийски 1899, КП, ОБТ, СО) печели на първи тур с 53% срещу Красимир Кънчев (ОДС плюс).
- 1995 – Дилян Енкин (Предизборна коалиция БСП, БЗНС Александър Стамболийски, ПК Екогласност) печели на първи тур с 50% срещу Тотю Тотев (СДС, БСДП, ДПС).

## Икономика
На територията на град Троян развиват дейност множество малки и средни фирми и предприятия, както и няколко по-големи, сред които „Калинел“, „Велде – България“, „Балканфарма – Троян“, „Йоана – 89“, „Копа Хидросистем“, „Токер“.
В града и околните села процъфтява занаятчийството – керамика и производство на мебели и врати от масивна дървесина. Тук се намира и един от най-големите производители на столове от масив в България – „ЕЛИМЕКС – Иван Радевски“. „Хемус Троян“ ООД чиято дейност се свързва със специализирано производство на мебели от масив. Троян разполага със собствен хлебозавод, който обслужва цялата област Ловеч. В града има и няколко мандри за млечни изделия. В града има и 4 фирми за производство на месни изделия.
В Троян има добре развит планински и селски туризъм. На 15 км южно от града е туристическото селище „Беклемето“, където могат да се карат ски. В близост има няколко хижи, които са притегателна цел за любителите на планинските преходи. Курортните села Чифлик и Шипково предлагат топли минерални басейни. Изградени са няколко модерни хотела.

## Инфраструктура
Градът е крайна гара на железопътна линия до град Левски. Има шосейни връзки с градовете Плевен, Ловеч, Тетевен, Севлиево, Априлци, а през Троянския проход – с Карлово и Пловдив.
Троян има междуградски линии със София („Нешев“, „Юнион Ивкони“), Ловеч („Елит бус“), Велико Търново, Свищов („Експрес – Георги Енчев“), Севлиево, Плевен („Юнион Ивкони“, „Хеброс бус“ ООД, ЕТ Борис Борисов), Пловдив („Хеброс бус“ ООД, ЕТ Борис Борисов), Априлци, както и с околните села („Нешев“ ООД). Градските линии (10) се поддържат от ЕТ „Цанко Мичев“. В град Троян е последната гара на железопътна линия Свищов – Левски – Ловеч – Троян.
В Троян се намира Институт по планинско земеделие и животновъдство. В него работят учени, занимаващи се със селекция на растения и животни.

### Училища
- СУ „Васил Левски“[9]
- СУ „Св. Климент Охридски“[10]
- НУ „Св. св. Кирил и Методий“
- НУ „Христо Ботев“
- ОУ „Иван Хаджийски“
- НГПИ „Проф. Венко Колев“
- ПГМЕТ
- ОУ „Васил Левски“
- НУПВ „Васил Левски“
- Училище „Христо Ботев“
- ОУ „Любен Каравелов“
- Училище „Никола Войновски“

## Култура

### Читалища
- Народно читалище „Наука 1870“
- Народно читалище „Борци за свобода 1946“
- Народно читалище „Просвета 1920“

### Църкви и манастири
- Троянски манастир „Успение Богородично“ – в околностите на Троян (на 10 км), трети по големина в България
- Зелениковски манастир „Св. Йоан Предтеча“ (на ок. 20 км от Троян, над с. Черни Осъм)
- Църква „Света Параскева“, построена от дебърски майстори,[11] резбования иконостас в стила на тревненската школа с множество растителни и животински мотиви е дело на Методи Балалчев, а стенописите са на от 1911 – 1912 година от плевенските художници Йосиф Киш и Васил Бръшлянов и от 1936 година от Георги Желязков, Георги Богданов, Илия Пефев и Александър Давидов[12]
- ЕПЦ „Троян“ – Евангелска църква (на ул. Ген. Карцов 5)
- Параклис „Св. вмчк. Пантелеймон“, намиращ в църковния комплекс на храм „Света Параскева“[13]
- Параклис „Свети Спиридон“, намиращ се в двора на Националното училище по приложни изкуства[14]
- Параклис „Свети Лука Кримски“, намиращ се в двора на Белодробната болница[15]
- Параклис „Свети архангел Михаил“, намиращ се в затворническото общежитие в града[16]

### Паметници
- Паметник на ген. Карцов
- Паметник на загиналите във войните
- Паметник на Иван Хаджийски
- Паметник на Съветската армия
- Паметник на Димитър Икономов – Димитраката
- Паметна плоча с лика на Васил Спасов
- Паметник на Васил Попов – Героя
- Паметник на Иван Хаджийски

### Музеи
- Музей на народните художествени занаяти и приложните изкуства – уникален за страната музей, който се намира в центъра на Троян. Експозицията представя следните основни теми: керамика, дърворезба, иконопис, художествено металообработване, народно облекло и тъкани. Най-старите експонати са от X – IX век пр.н.е. – предмети от тракийски могилен некропол, открит до Троян. В музея се съхранява и уникален макет на троянската занаятчийска чаршия от XIX век; автентична грънчарска и бъкличарска работилница от същото време.
- Архитектурен комплекс „Нунки“– с реставрирани къщи в типичен за района възрожденски стил[17][18]
- Природонаучен музей в село Черни Осъм. В трите му зали са експонирани 700 представители на флората и фауната на Централна Стара планина. В сградата на музея се намира Посетителският център на Национален парк „Централен Балкан“.
- Национално изложение на народните и художествени занаяти – в с. Орешак, разположено непосредствено до Троянския манастир, демонстрира майсторството на занаятчиите от района и страната, а често и от чужбина. Тук посетителите могат не само да се насладят на форми и багри, но и да си купят сувенири за спомен. По предварителна заявка се организират демонстрации на занаяти и дегустации на троянска сливова ракия.

### Редовни събития
- Празник на Троян – на 14 октомври, деня на св. Петка (Параскева), небесната покровителка на града.
- Празник на сливата и сливовата ракия – ежегодно в края на септември, с многобройни посетители (дегустатори и участници в конкурса за най-добра ракия), победителите получават специални грамоти и уникални медали под формата на слива.
- Успение Богородично – на 15 август, храмовия празник на Троянския манастир (литийно шествие, предвождано от чудотворната икона „Света Богородица Троеручица“).
- През 2015 г. по предложение на проф. Игнат Игнатов и под егидата на областния управител д-р Мадлена Бояджиева Ловешка област е обявена за Световна зона на планинската вода.

### Планинарство
Троян е от първите градове в България, където зародилото се в края на ХІХ в. туристическо движение намира благоприятна почва. През 1912 г. Никола Габърски основава първата туристическа група, прерасла в дружество „Природа“. На 8 март 1913 г. то става член на основания от Хелмут Брокс Юношески туристически съюз, а от 1915 г. дружеството носи името на връх Амбарица в Стара планина. През 1920 г. младежко комунистическо дружество „Балкански Спартак“.

### Ориентиране
Сред най-успешно развиваните спортове в Троян е ориентирането. То бележи началото си от 1950-те години. В града е създаден клуб по ориентиране – „Хемус“. Ветерани на ориентирането в Троян са Минко Чолаков и м.с. Марин Кънчев. В града цели родове, които се занимават с този спорт – Чолакови, Кънчеви, Камачарови, Терзиеви, Михайлови, Къневи, Кънчевски, Лесидренски, Маринови.

### Пещернячество
Пещерното дело и пещерният туризъм в Троян се развиват от началото на 1960-те години, когато към туристическото дружество „Амбарица“ е създаден пещерен клуб „Стенето“ (1963) с председател д-р Любен Пенев.

### Карате
Сред водещите спортове в Троян е каратето. В града е имало клубове по бойни изкуства, но като доминиращ се утвърждава КК „Атнес“. Клубът е учреден през 1990 г. През 1991 г. е приет за член на Българската национална федерация по карате, като от този момент започва и активното участие в състезания от спортния календар на федерацията. През 1997 г. клубът е лицензиран от ДАМС и е приет за член на International Karate-do Goju-kai association със седалище в Токио, Япония.
Резултатите от сериозните тренировки не закъсняват и през последвалите години спортните успехи на каратеките от клуба стават нещо обичайно, като 2001 г. е една от най-запомнящите се в ранната история на клуба. Състезателите завоюват 27 призови места в 11 първенства и турнири, като отборът участвал на националното първенство на България се завръща с 3 златни, 2 сребърни и 2 бронзови медала.
Състезателите на клуба във всички възрасти и категории са завоювали общо 88 медала от Национални първенства и Национални купи на България до 2008 г., както и много други на регионални състезания и турнири. До 2012 г. медалите стават 4 пъти повече, а медалите от национални и международни състезания само през 2013 г. са над 100, като тази тенденция се запазва.
Освен участието в събития със състезателен характер трениращите, треньорите и помощник-треньорите ежегодно взимат участие в множество тренировъчни лагери, семинари и демонстрации. Редовно се полагат изпити пред комисия за технически степени – кю/дан. Друга добра практика, станала традиционна след 2007 г., са международните семинари по карате и лична самозащита, организирани от КК ”Атнес”. Гост треньори в град Троян са световно признати специалисти и майстори на бойните изкуства. През 2007 г. гостува сенсей Фернандо Серано – национален треньор на Испания, международен съдия по карате, 5-кратен шампион по ко-бу-до на Испания и член на изпитната комисия за кю/дан. През 2008 г. гостува шихан Кони Ферм – двукратен европейски шампион, треньор на националния отбор на Швеция и вицепрезидент на Европейската Годжу-кай асоциация. През 2009 г. гости са сенсей Нукина Нобоюки – световен шампион по карате, капитан на националния отбор по карате на Япония и международен инструктор, както и шихан Тони Петров – главен инструктор на МВР. През 2014 г. сред инструкторите на събитието е майор Красимир Лалев – инструктор по бойни изкуства в Националната служба за охрана и световен вицешампион по ръкопашен бой.
Всяка година от 2010 насам клубът в партньорство с Община Троян домакинства на националното първенство на България по карате за мъже и жени.
Практикуващите в клуба са от 6-годишни деца до ветерани. От 2013 година се организират групи по карате в детските градини в Троян, като заниманията са по специално разработена програма за 4 – 6-годишни деца.

### Баскетбол
Водещ спорт в Троян е баскетболът. Мъжкият отбор „Чавдар“ играе във втория ешелон на българския баскетбол. Играе домакинските си мачове в модерната зала „Чавдар“, която отговаря на всички изисквания и има капацитет 650 души. БК „Чавдар“ е създаден през 1954 г., като първите деятели са Стефан Кожухаров, Иван Христов, Иван Милиджийски, Стефан Вълов и др.
От 1955 г. мъжкият отбор на клуба участва последователно Б РБГ мъже във втора А група мъже до 1986 г., като има призови класирания от второ до шесто място. През периода известни треньори в клуба са Иван Христов – Ицата, Стефан Генков и Иван Милиджийски, допринесли с всеотдайната си работа за популяризирането на баскетбола. През 1979 г. Троян е организатор на финалния турнир на отбори от „А“ републиканска група юноши старша възраст, като отборът „Хемус“ (Троян) с треньор Стафан Генков се класира на 8-о място. Бившите национални състезатели Климент Каменаров – Климбо, Койо Коев, състезателите Минко Лалев – Финта, Веселин Йорданов – Сико, Минко Влайков, Борис Денчев, Илия и Стефан Пиронкови, Димитър Ангелов – Акифа, Радослав Столаров – Тафьо, Красимир Добрев – Кафа, Пламен Кукенски – Кукена, Пламен Лалев – Пацо, Петър Малевски – Паржо, Стефан Манчев, Ради Ибов, Христослав Калчев – Нафтата. През различни периоди в клуба са играли и др. известни състезатели Петко Ковачев, Илчо Панайотов, Иван Кънчев, Слави Кътев, Радослав и Владимир Младенови.
От 1978 до 1987 г. женският отбор на клуба участва в Б РБГ жени с треньори Христо Христов, Иван Христов, Стефан Генков. От 1990 до 1993 г. под ръководството на президента Милко Вачев мъжкият отбор на клуба възстанови участието си в Б РБГ мъже, като в отбора играха състезателите Койо Коев, Димитър Титов – Джинги, Пламен Кукенски, Пламен Ночев, Пламен Лалев, Иво Райковски, Ради Ибов, Даниел Минков и др. под ръководството на треньорите Нето Бренишки и Стефан Генков. След този период до 2009 г. клубът развива ДЮШ с участието на деятелите Марин Вачевски, Владимир Младенов, Цветослав Петров, Милко Вачев, Иван Макариев и др. Треньори в клуба са Димитър Титов – Джинги, Минко Лалев – Финта, Георги Шейтанов, по-късно Даниел Минков, Иво Райковски, Пламен и Надежда Ночеви, Петър Лалев. Школата създава състезатели като Иво Райковски, Цветослав Острев, Пламен Ночев, Петър Лалев, като част от тях се завръщат като треньори. От сезон 2009/2010 мъжкият отбор отново участва А група мъже.

### Мотописта
В близост до Троян се намира писта за мотокрос с дължина 1550 м. На нея се провеждат кръг от световния шампионат в клас МХ3 и европейския шампионат по мотокрос ЕМХ2 и източноевропейския шампионат по мотокрос в класове 65сс, 85сс, МХ1, МХ2, МХ3 и ATV. В пистата са инвестирани близо 100 000 хил. лева. Официалното откриване на пистата се състои на 14 юни 2009 г. Пистата е оградена с двойни прегради, има лента за линейки, нов питлейн с 40 бокса и отговаря на последните световни изисквания.

### Други
Друг практикуван спорт е футболът. Троян се гордее с историята на ФК „Чавдар“, участвал 17 сезона в „Б група“. Има формации мъже, юноши старша възраст, юноши и деца. Домакинските мачове се играят на стадион „Чавдар“ (10 хил. души), който през 2011 г. е реконструиран.
До стадион „Чавдар“ се намират тенис кортове. На него се провежда турнирът Troyan Open. Тенис кортовете разполагат с осветление и са с твърда червена настилка. Всеки от кортовете разполага със 100 седящи места. На тях всекидневно се провеждат тренировки и уроци.
Джудото е друг от най-практикуваните спортове в Троян. Отборът постоянно печели медали и носи слава на града. Троян е домакин на Републикански шампионат 2011, както и на редица други състезания. Отборът използва зала „Чавдар“ до едноименния стадион.

## Известни личности
- Николай Акимов (р. 1952) – режисьор и сценарист
- Яна Акимова – шампионка на България по спортни танци
- Милко Балев (1920 – 2002) – политик
- Ангел Балевски (1910 – 1997) – инженер
- Васил Балевски (1885 – 1973) – революционер от ВМОРО
- Иван Балсамаджиев – артист
- Станимир Беломъжев – български състезател по ски ориентиране и ски бягане
- Минко Босев (1927 – 1990) – оперетен артист
- Данаил Василев (1906 – 1993) – композитор, учител в града (1945 – 1948)
- Власи Власковски (1883 – 1959) – политик
- Димитър Гимиджийски (1893 – 1966) – писател
- Милко Диков (р. 1930) – карикатурист
- Сашо Диков (р. 1952) – журналист
- Иван Драгневски (р. 1940) – бивш управител на БНБ
- Лиляна Кисьова (1928 – 2014) – оперетна актриса
- Мартин Кушев (р. 1973) – футболист, треньор
- Любомир Левчев (1935 – 2019) – писател
- Лалю Маринов – Ламар (1898 – 1974) – поет и писател
- Росен Марковски (р. 1964) – художник
- Стоян Митовски (1873 – 1958) – български офицер и революционер от ВМОРО
- Христо Младенов – певец
- Али Моллов (р. 1970) – борец кл. стил
- Екатерина Ненчева (1885 – 1920) – поетеса
- Минко Николов (1929 – 1966) – литературен критик
- Елена Паришева (р. 1984) – попфолк певица
- Иван Пейковски (1931 – 2008) – журналист, краевед, писател
- Марин Стаевски – основател на Елпром Троян
- Тончо Стаевски – партизанин и поет
- Таско Тасков – футболен съдия
- Иван Хаджийски (1907 – 1944) – социолог и публицист
- Найден Шейтанов (1890 – 1970) – философ
- Минко Шипковенски (1892 – 1976) – български икономист, дипломат и публицист
- Никола Шипковенски (1906 – 1976) – български психиатър
- Теодор Шишманов – певец

## Други
На Троян е наречена улица в квартал „Разсадник-Коньовица“ в София (Карта).